# Officine Grafiche Fratelli Stianti
Le Officine Grafiche Fratelli Stianti sono state un'industria tipografica attiva tra il 1888 e il 2004 con sede a San Casciano in Val di Pesa, in provincia di Firenze.

## Storia
Il fondatore Francesco Stianti (Firenze, 15 giugno 1843 - San Casciano, 20 novembre 1927) apprese l'arte tipografica nelle tipografie fiorentine, in special modo nella tipografia creata da Gaspero Barbèra. Collaborò alla stampa del primo numero del quotidiano fiorentino La Nazione, nel luglio 1859. In qualità di collaboratore della Tipografia dell'Arte della Stampa di Ariani e Landi ricevette una menzione all'Esposizione nazionale di Milano del 1881. Nel 1888 si mise in proprio e creò la Tipografia Editrice Stianti & C. con sede a Firenze in via dei Michelozzi 3, nel quartiere di Santo Spirito, con la quale iniziò a pubblicare opere artistiche, opuscoli di cronaca ed attualità e saggi storici, tra i quali è da ricordare il "Nuovo Codice Cavalleresco" di Jacopo Gelli (1888).
Nel 1892 trasferì l'azienda a San Casciano in Val di Pesa, prima in piazza dell'Orologio (attuale piazza Pierozzi), poi in borgo Sarchiani. A quel tempo nella bottega di Borgo Sarchiani lo Stianti, oltre al tipografo, faceva anche il cartolaio vendendo registri per le fattorie, carta da lettere ma anche merci totalmente diverse come saponi, profumi e anche richieste ferroviarie per tutte le vari reti italiane. Il 7 marzo 1897 pubblicò il primo numero del settimanale L'Eco della Val di Pesa del quale lo Stianti era al tempo stesso direttore, amministratore, stampatore e proprietario. L'Eco della Val di Pesa era un settimanale di quattro pagine in cui le prime tre erano dedicate alla cronaca, anche politica, nazionale e locale mentre la quarta era interamente occupata dalla pubblicità.
In quegli anni la ragione sociale cambiò in Fratelli Stianti perché Francesco Stianti era convinto che la sua azienda sarebbe stata guidata anche dai suoi due figlio Romeo e Giovanni, ma solo il secondo continuò l'attività paterna.
Il figlio Giovanni (Firenze, 8 novembre 1876 – San Casciano, 2 febbraio 1941) nel 1903, a soli ventisette anni prese in mano la direzione e la gestione dell'azienda. Sotto la sua guida la tipografia crebbe fino a diventare una delle più importanti industrie grafiche italiane. Stampava per conto di tutte le grandi case editrici italiane del tempo e i suoi clienti erano Bemporad, Bocca, Lattes e Paravia.
Dopo la morte di Giovanni, nel 1941, la direzione dell'azienda passò ai figli Alfredo (San Casciano 1900 – Firenze 1972) e Raffaello (San Casciano 1908 – Firenze 1994). Il 26 luglio 1944 l'azienda fu rasa al suolo da un bombardamento delle forze armate americane. Nel 1946 fu ricostruito un primo nucleo dello stabilimento per un'area di 3500 m² nel quel lavoravano circa 80 operai. Nuovo ampliamento del 1949 quando gli operai erano diventati 110. Il nuovo stabilimento fu completato nel 1953 ed era di 7800 m² e vi lavoravano circa 200 persone. Nel 1955 ai fratelli Stianti fu assegnata la medaglia d'oro al Premio Nazionale Roncoroni per i meriti nella ricostruzione del settore grafico-editoriale italiano. Nel 1959 nell'azienda lavoravano circa 300 persone.
Negli anni 70 inizia la lenta decadenza dell'attività che ha visto il suo culmine nel 1993 quando la famiglia Stianti è uscita dalla società. Con i nuovi proprietari l'azienda ha assunto la denominazione di Officine Grafiche Stianti. Mai più tornata ai fasti di un tempo, la sua attività è cessata nel 2004. Il vecchio stabilimento è stato per gran parte abbattuto e al suo posto sono state realizzate numerose abitazioni.